# The Journal of Rheumatology
Das Journal of Rheumatology, abgekürzt J. Rheumatol., ist eine wissenschaftliche Fachzeitschrift, die vom J. Rheumatol-Publisher-Verlag veröffentlicht wird. Die Zeitschrift erscheint mit zwölf Ausgaben im Jahr. Es werden Arbeiten veröffentlicht, die sich mit Rheuma beschäftigen.
Der Impact Factor des Journals lag im Jahr 2014 bei 3,187. Nach der Statistik des ISI Web of Knowledge wird das Journal mit diesem Impact Factor in der Kategorie Rheumatologie an zehnter Stelle von 32 Zeitschriften geführt.